# 1732
1732 (MDCCXXXII) var ett skottår som började en tisdag i den gregorianska kalendern och ett skottår som började en lördag i den julianska kalendern.

## Händelser

### Januari
- 25 januari – Ordenssällskapet Awazu och Wallasis stiftas i Stockholm.

### Maj
- 12 maj–10 oktober – Carolus Linnaeus genomför sin upptäcktsresa till Lappland.

### Juni
- 9 juni – James Oglethorpe erhåller kungligt brev för Georgia.[1]

### September
- 26 september – Deklaration sluts angående vänskapens återställande mellan Sverige och Polen, som man har glömt att sluta fred med efter Stora nordiska kriget.

### December
- 13 december – Olof von Dalin börjar utge Then Swänska Argus, vilken blir viktig för det svenska språket, genom det enkla och klara skrivsättet.

### Okänt datum
- Den första svenska ostindiefararen seglar ut.
- Dübensamlingen, som innehåller 2300 musikmanuskript från 1640 till 1720 doneras till Uppsala universitetsbibliotek. Samlingen hamnar på vinden och glöms bort.

## Födda
- 11 januari – Peter Forsskål, svensk naturforskare, orientalist och filosof.
- 17 januari – Stanisław II August Poniatowski, kung av Polen och storfurste av Litauen 1764–1795.
- 24 januari – Pierre de Beaumarchais, fransk dramatiker.
- 22 februari – George Washington, amerikansk militär och statsman, USA:s president 1789–1797.
- 31 mars – Joseph Haydn, österrikisk kompositör.
- 5 april – Jean-Honoré Fragonard, fransk målare.
- 14 maj – Samuel Livermore, amerikansk politiker, senator 1793–1801.
- 11 juli – Joseph Jérôme Lefrançois de Lalande, fransk astronom.
- 28 augusti – Johan Gabriel Bergman, finländsk läkare.
- 30 september – Jacques Necker, fransk politiker, finansminister under Ludvig XVI 1776–1789.
- 4 november – Thomas Johnson, amerikansk jurist och politiker, guvernör i Maryland 1777–1779.
- 6 december – Warren Hastings, brittisk generalguvernör i Indien.
- 15 december – Carl Gotthard Langhans, tysk arkitekt.
- Maria Christina Bruhn, svensk uppfinnare.
- Christina Roccati, italiensk fysiker och poet.

## Avlidna
- 13 januari – Conrad Quensel, svensk matematiker, astronom och professor.
- 22 februari
  - Francis Atterbury, engelsk prelat och politiker.
  - Marie Thérèse de Bourbon, fransk prinsessa.
- 28 februari – André Charles Boulle, fransk möbelsnickare.
- 3 mars – Georg Michael Pfefferkorn, tysk superintendent och psalmförfattare.
- 16 mars – Joachim Justus Breithaupt, teologie professor, generalsuperintendent och psalmförfattare.
- 23 mars – Fredrik II av Sachsen-Gotha-Altenburg, tysk hertig.
- 25 mars – Lucia Filippini, italiensk jungfru och ordensgrundare.
- 26 mars – Fredrik av Baden-Durlach
- 1 april – Johann Burckhardt Mencke, tysk historiker.
- 8 april – Johann Gottfried Berwald, d.ä., tysk musiker.
- 20 april – Peter von Danckwardt, svensk ämbetsman.
- 2 eller 3 juli – Carl Gustaf Dücker, svensk greve, fältmarskalk och riksråd
- 4 juli – Gustaf Adolf af Wasaborg, svensk greve och överstelöjtnant.
- 21 augusti – Dorothea von Velen, mätress till Johan Vilhelm av Pfalz och en reformator av kvinnors rättigheter.
- 29 augusti – Henrik Brenner, svensk orientalist.
- 1 september – Carl Kruse, svensk general.
- 26 september – Johan Paulinus Lillienstedt, svensk greve, statsman och skald.
- September – Arthur Collier, brittisk filosof.
- 25 oktober – Andrea Brustolon, venitiansk bildhuggare.
- 31 oktober – Viktor Amadeus II av Savojen, hertig av Savojen, hertig av Aosta och kung av Sicilien.
- 4 december – John Gay, engelsk poet och dramatiker.
- 14 december – Gustaf Adam Taube, svensk greve och militär.
- 23 december – Thomas Howard hertig av Norfolk.
- Simon Browne, engelsk präst och psalmförfattare.
- Louise Marie-Thérèse, fransk nunna, känd som den svarta nunnan i Moret.
- Marie-Emilie de Joyly de Chouin, fransk hovdam.
- Christian Richter, svensk konstnär.
- Lars Ulstadius, finländsk präst.

### Fotnoter
1. ↑  ”Charter of Georgia : 1732”. 20 juli 1732. http://avalon.law.yale.edu/18th_century/ga01.asp. Läst 25 mars 2011.